# Sistem komplementa
Sistem komplementa pomaže ili dopunjava sposobnosti antitela i fagocitnih ćelija da odstrane patogene iz organizma. On je deo imunskog sistema koji se naziva urođeni imunski sistem, koji nije adaptivan i ne menja se tokom života jedne osobe. Međutim, on može biti regrutovan i aktiviran od strane adaptivnog imunskog sistema.
Sistem komplementa se sastoji od brojnih malih proteina nađenih u krvi. Oni su generalno sintetisani u jetri, i normalno cirkulišu kao neaktivni prekurzori (proproteini). Nakon stimulacije jednim od nekoliko podsticaja, proteaze sistema razlažu specifične proteine čime se oslobađaju citokini i inicira pojačavajuća kaskada daljeg razlaganja. Krajnji rezultat ove aktivirajuće kaskade je masivna amplifikacija responsa i aktivacija ubijanja ćelija kompleksom membranskog napada. Više od 25 proteina i proteinskih fragmenata sačinjava sistem komplementa, to obuhvata proteine seruma, serozne proteine, i ćelijske membranske receptore. Oni sačinjavaju oko 5% globulinske frakcije krvnog seruma.
Tri biohemijska puta aktiviraju sistem komplementa: klasični put komplementa, alternativni put komplementa, i manoza-vezujući lektinski put.

## Istorija
U kasnom 19. veku Hans Ernst August Buhner je ustanovio da krvni serum sadrži „faktor“ koji ima sposobnost ubijanja bakterija. Džuls Bordet, mladi belgijski naučnik na parizkom Pasterovom institutu, je 1896. demonstrirao da taj faktor ima dve komponente: jedna zadržava taj efekat nakon zagrevanja, a druga ga gubi. Toplotno stabilna komponenta je odgovorna za imunitet protiv specifičnih microorganizama, dok je toplotno-senzitivna (toplotno-nestabilna) komponenta odgovorna za ne-specifičnu antimikrobnu aktivnost svih normalnih seruma. Ova toplotno nestabilna komponenta se danas naziva „komplement“.
Termin „komplement“ je uveo Paul Erlih kasnih 1890-tih, kao deo njegove teorije imunskog sistema. Po toj teoriji, imunski sistem se sastoji od ćelija koje imaju specifične receptore na njihovim površinama kojima prepoznaju antigene. Nakon imunizacije antigenom, više tih receptora se formira, i oni se zatim odvajaju od ćelije i cirkulišu u krvi. Te receptore, koji je sad nazivaju „antitelima“, je Erlih nazivao „amboceptorima“ da bi naglasio njihovu dvostruku sposobnost funkcionalnog vezivanja: oni prepoznaju i vezuju specifične antigene, ali oni takođe prepoznaju i vezuju toplotno nestabilnu komponentu svežeg seruma. Erlih je stoga nazvao tu toplotno nestabilnu komponentu „komplement“, jer je to sastojak krvi koji „komplementira“ ćelijama imunskog sistema. Ranih 1930-tih, tim predvođen renomiranim Irskim istraživačem, Džekijem Stanlijem, ustanovio je važno opsonizacijom posredovano dejstvo C3b proteina. Nastavljajući Erlihov rad, Stanlijev tim je pokazao ulogu komplementa u urođenom kao i ćelijski-posredovanom imunskom responsu.

## Funkcije komplementa
Osnovne funkcije komplementa su
1. Opsonizacija - pojačavanje fagocitoze antigena
2. Hemotaksa - privlačenje makrofaga i neutrofila
3. Liza - raskid membrana stranih ćelija
4. Gomilanje agenasa koji nose antigen
5. Menjanje molekulske strukture virusa

## Literatura
- Janeway CA Jr.; Travers P; Walport M; Shlomchik MJ (2001). Immunobiology. (5th изд.). Garland Publishing. ISBN 978-0-8153-3642-6.